# Subgigante

Diagrama de Hertzsprung-Russell:
Abscisas: Tipo espectral /
Ordenadas: Magnitud absoluta
0, Ia, Ib Supergigantes. II Gigantes luminosas. III Gigantes. IV Subgigantes. V Secuencia principal. VI Subenanas. VII Enanas blancas.

Una estrella subgigante es una clase de estrella que es más brillante que una enana de la secuencia principal, pero no tanto como una gigante propiamente dicha.

## Características
Las estrellas subgigantes han terminado la fusión del hidrógeno en sus núcleos. En esta etapa, si los astros tienen una masa solar de 1 MSol, el centro se contrae, provocando que su temperatura aumente lo suficiente como para trasladar la fase de fusión de hidrógeno a una capa que rodea el núcleo. Por consiguiente, la estrella se expande, completando un paso más hacia su transformación en una gigante roja.
Al comienzo de la fase de subgigante (como es el caso de Procyon A), el diámetro y la luminosidad habrán aumentado, pero la estrella en sí se enfriará un poco o cambiará de color significativamente. Las subgigantes que están más próximas a convertirse en gigantes tendrán diámetros más grandes y temperaturas más bajas que otras estrellas de la secuencia principal de masa similar.
En la clasificación espectral de Yerkes, su luminosidad es de clase IV.

## Estrellas subgigantes más cercanas al sistema solar
| Nombre         | Denominación de Bayer | Tipo espectral | Masa (soles) | Distancia (años luz) | Notas        |
| -------------- | --------------------- | -------------- | ------------ | -------------------- | ------------ |
| Procyon        | Alfa Canis Minoris    | F5 IV-V        | 1,42         | 11,4                 | ¿Subgigante? |
| Altair         | Alfa Aquilae          | A7 IV-V        | 1,7          | 16,7                 | ¿Subgigante? |
|                | Delta Pavonis         | G5-8 IV-V      | 1,17         | 19,9                 | ¿Subgigante? |
|                | Beta Hydri            | G2 IV          | 1,1          | 24,4                 |              |
|                | Mu Herculis Aa        | G5 IV          | 1,1          | 27,4                 |              |
| Rana           | Delta Eridani         | K0 IVe         | 1,2          | 29,5                 |              |
| Rutilicus Aa   | Zeta Herculis         | F9-G2 IV       | 1,5          | 35,2                 |              |
| Zavijava A     | Beta Virginis         | F8-A5 IV-V     | 1,3-1,4      | 35,6                 | ¿Subgigante? |
|                | 11 Leonis Minoris     | G8 IV-V        | 0,86         | 36,5                 | ¿Subgigante? |
| Mufrid A       | Eta Bootis            | G0 IV          | 1,6-1,7      | 37,0                 |              |
| Deneb Algedi A | Delta Capricorni      | A5-7 IVm       | > 1          | 38,6                 |              |

Fuente: Giant and subgiant stars within 100 ly (Solstation)